# Steinenpitter
Steinenpitter ist ein Wohnplatz im Norden der bergischen Großstadt Wuppertal.

## Lage und Beschreibung
Der Wohnplatz liegt im Norden des Wohnquartiers Dönberg im Stadtbezirk Uellendahl-Katernberg an der Landesstraße 433 (hier Horather Straße genannt) auf einer Höhe von 288 m ü. NHN. Eine Straße Zum Steinenpitter befindet sich bei der Ortslage. Der ursprüngliche Wohnplatz ist in der Wohnbebauung entlang der Horather Straße aufgegangen.
Benachbarte Orte sind neben Dönberg die Wohnplätze und Hofschaften Handweiser, Krüppershaus, Winterberg (Wuppertal), Hitzhaus und Stürmann.
In der lokalen Mundart wurde der Ort auch als Steenpitter oder Halbachsberg bezeichnet.

## Geschichte
Der Ort ist aus einem alten Hof hervorgegangen. Im 19. Jahrhundert gehörte Steinenpitter zu den Außenortschaften der Bauerschaft und der Kirchengemeinde Dönberg in der Bürgermeisterei Hardenberg, die 1935 in Neviges umbenannt wurde. Damit gehörte es von 1816 bis 1861 zum Kreis Elberfeld und ab 1861 zum alten Kreis Mettmann. 
Der Ort ist auf der Topographischen Aufnahme der Rheinlande von 1824 und auf der Preußischen Uraufnahme von 1843 unbeschriftet eingezeichnet. Auf Messtischblättern bis Mitte des 20. Jahrhunderts ist der Ort als Steinenpitter beschriftet.
Im Gemeindelexikon für die Provinz Rheinland von 1888 werden für Steinenpitter zwei Wohnhäuser mit 16 Einwohnern angegeben.
Mit der Kommunalreform von 1929 wurde der südliche Teil von Dönberg abgespalten und mit weiteren, außerhalb von Dönberg liegenden Nevigeser Ortschaften in die neu gegründete Stadt Wuppertal eingemeindet, der Rest Dönbergs mit Steinenpitter verblieb zunächst bei Neviges. Durch die nordrhein-westfälische Gebietsreform kam Neviges mit Beginn des Jahres 1975 zur Stadt Velbert und das restliche Dönberg wurde ebenfalls in Wuppertal eingemeindet.
Der Hof wurde von einer Familie Zahn übernommen und von dieser 1942 an das Diakonissenhaus in Kaiserswerth verkauft. Bis 1960 wohnten dort ältere Diakonissen. Der Textilunternehmer P. A. Lückenhaus (P. A. Lückenhaus GmbH & Co., Futterstoffe/technische Gewebe) verwendete das Haus anschließend als Gastarbeiter-Wohnhaus. Das Hofgelände wurde um 1980 von der Barmer Baugesellschaft für den Bau von Arbeiterwohnungen neu bebaut.